# Cattedrale di Bydgoszcz
La cattedrale dei Santi Martino e Nicola è la cattedrale cattolica della diocesi di Bydgoszcz nell'omonima città, in Polonia. La chiesa è del XV secolo ed è anche santuario della Madonna del Divino Amore per un quadro molto venerato (la Madonna con la rosa), specialmente da sposi e innamorati.